# Antje Hadler

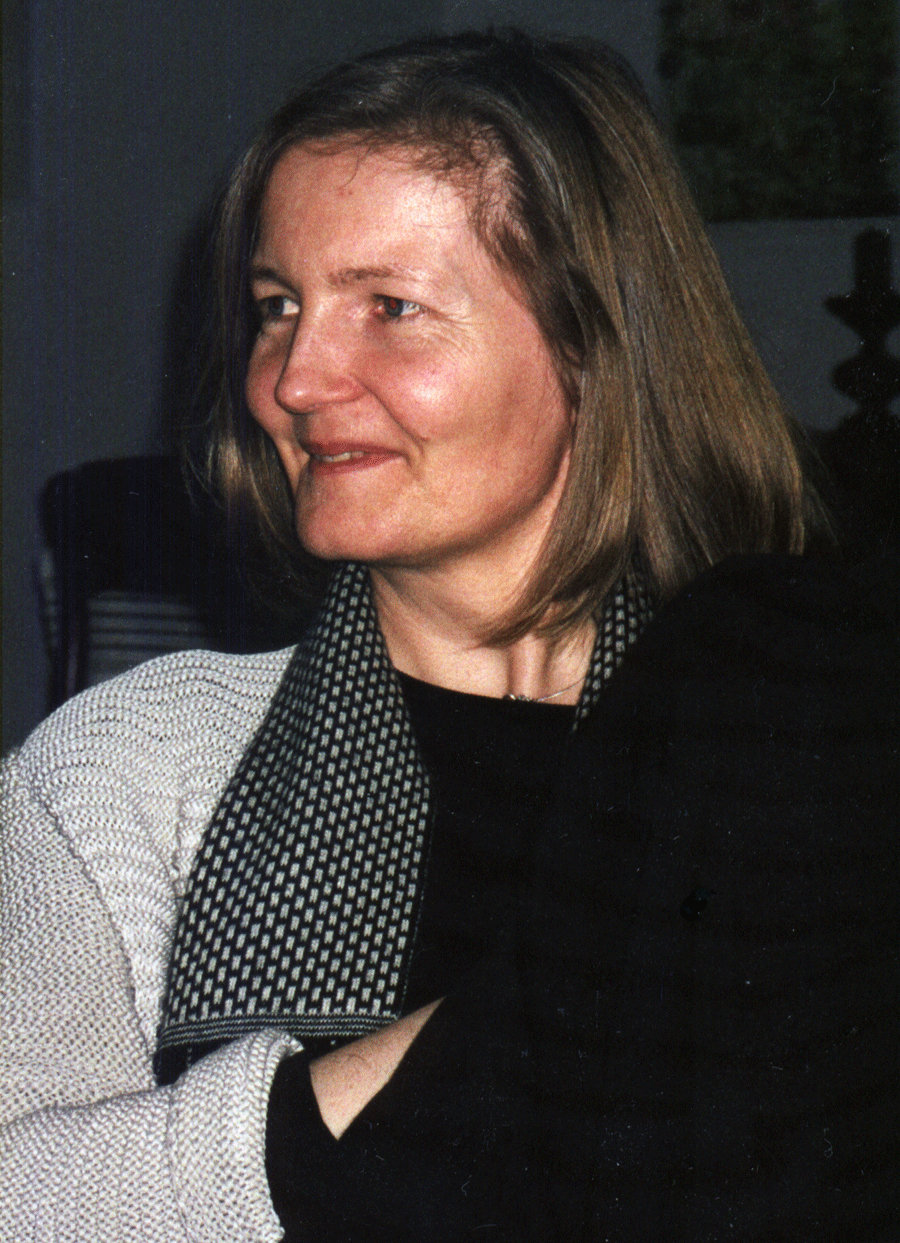
Antje Hadler bei einer Podiumsdiskussion, 2018

Antje Hadler (* 5. Februar 1958 in Hamburg; † 22. März 2021 in Berlin) lehrte Organisationspsychologie an der Hochschule des Bundes in Berlin.
Als Erste prognostizierte sie 1995 – noch an der Universität der Bundeswehr in Hamburg – die Karriere-Chancen von Frauen und Führungspositionen in der deutschen Wirtschaft. Entgegen der seinerzeit optimistischen Forderungen der Frauenbewegung kam sie empirisch zu einem skeptischen Ergebnis.
Als Journalistin veröffentlichte sie freiberuflich zudem in Wochenzeitungen wie dem Deutschen Allgemeinen Sonntagsblatt sowie zahlreiche wissenschaftliche Texte in Anthologien. 2004 gründete sie den Kleinverlag Nachttischbuch in Berlin mit.

## Ausbildung
Antje Hadler bekam einen University-High-School-Abschluss in Spokane Valley (Washington). Nach dem Abitur in Hamburg-Harburg absolvierte sie ein Studium der Psychologie (mit den Nebenfächern Medizin, Soziologie und Pädagogik) an der Universität Hamburg sowie drei Gast-Semestern in Urbino (Provinz Psearo). Neben den Praxisphasen in norddeutschen Landeskrankenhäusern volontierte sie in Italien, wo damals nach dem „Legge centottanta“-Gesetz von 1978 eine Psychiatriereform versucht wurde.
Ihr Diplom-Schwerpunkt lag in der Arbeits- und Betriebspsychologie sowie der klinischen Psychologie (Gesprächspsychotherapie, Verhaltenstherapie).
Von 1984 bis 1987 arbeitete sie angestellt in einer psychotherapeutischen Arztpraxis (mit den Schwerpunkten Krisenintervention, Gruppentherapie, Sozialberatung).
Freiberuflich entwickelte Antje Hadler Kurse zur Gesundheitsförderung. Sie schrieb zudem journalistisch für die HEK-Krankenkasse.
Als Wissenschaftliche Mitarbeiterin am „Institut für Personalwesen und Arbeitswissenschaft“ (Wirtschafts- und Organisationswissenschaften) der Helmut-Schmidt-Universität forschte und lehrte sie von 1988 bis 1993 zu den Themen Personalführung und -entwicklung, Arbeitsmarkt, Gleichstellung.
1994 promovierte Hadler in Wirtschafts- und Sozialwissenschaften (am Fachbereich Organisationswissenschaften) zu „Personalpolitik und -entwicklung für Führungs(nachwuchs)kräfte in Großunternehmen“.
Danach schloss sich 1994 bis 1995 eine Lehrtätigkeit an der Hochschule für Wirtschaft und Politik Hamburg zu betrieblicher Personal- und Organisationspolitik an. Im September 1995 wurde sie zur Professorin an die damalige Fachhochschule des Bundes berufen (Fachbereich Sozialversicherung bei der seinerzeitigen Bundesversicherungsanstalt für Angestellte (BfA)). Dort lehrte sie "Sozialwissenschaftliche Grundlagen des Verwaltungshandelns".
Im Rahmen einer dienstlichen Abordnung leitete sie von 1998 bis 2003 das Weiterbildungsdezernat der BfA mit ihren seinerzeit 21.000 Mitarbeitern. Sie konzipierte Standards für die künftige Personalentwicklung.
Ab 2004 setzte sie ihre Tätigkeit als C3-Professorin bis zu ihrem Lebensende fort.

## Engagement
Antje Hadler unterstützte Ende der 1970er Jahre Bürgerinitiativen zur Erhaltung der Elbdörfer Altenwerder und Moorburg, die Container-Terminals und Giftschlamm weichen sollten. Gegen die Realisierung von ursprünglichen NS-Bauplänen einer „Autobahn-Ortsumgehung“ durch den Harburger Stadtpark ging sie gegen den damaligen SPD-Senat auf die Straße. In den Achtzigern gründete sie eine Food-Koop mit, die Bio-Lebensmittel direkt bei Bauern in Niedersachsen einkaufte und verteilte.
Sie trat Anfang der 1980er zunächst in die IG Druck und Papier ein. Später blieb sie mit dem Schwerpunkt der sozialen Absicherung freischaffender Künstler aktives Mitglied in der Industriegewerkschaft Medien. Nach Gründung der Vereinten Dienstleistungsgewerkschaft ver.di in den 1990er Jahren engagierte sie sich in den betrieblichen ver.di-Gremien der Hochschule des Bundes.
Diese Erfahrungen mit bürgerschaftlicher Selbstorganisation und ihre gewerkschaftliche Sichtweise brachten Antje Hadler schließlich zusammen mit ihrem Ehemann Rainer Jogschies 2004 zur Mitgründung und Startfinanzierung eines Kleinverlages für einige Belletristik- und Sachbuch-Autoren, die in Publikumsverlagen wenig Publikationschancen gehabt hätten.

## Veröffentlichungen (Auswahl)
- Kunkel-van Kaldenkerken, R., Hadler, A. et al. (2004): Konfliktbearbeitung: kooperieren – handeln – lösen. Handreichung der Bundesversicherungsanstalt für Angestellte. Berlin.
- Hadler, A. (2001, 3. überarb. und erweit. Auflage), 1999 (2. Auflage), 1997 (1. Auflage). Personalpolitik für weibliche und männliche Führungskräfte: Verharren im 'So-als-ob'? Zustand der formalen Chancengleichheit oder Aufbruch zur Durchsetzung einer faktischen Gleichstellung? In: Krell, G. (Hg.): Chancengleichheit durch Personalpolitik. Gleichstellung von Frauen und Männern in Unternehmen und Verwaltungen. Rechtliche Regelungen – Problemanalysen – Lösungen. S. 302–329. Wiesbaden.
- Hadler, A. (1999): Werdegänge von Inspektorenanwärterinnen und -anwärtern im gehobenen Dienst der BfA. Eine Studie zur ungleichen Funktionsverteilung von weiblichen und männlichen Beschäftigten. (BfA-interne Studie).
- Hadler, A. (1997): Verändertes Auswahlverfahren für die Fachhochschule. In: FB:SV aktuell. Jg. 2, Nr. 5. Berlin.
- Hadler, A. (1996): Personalmarketing für weibliche Führungskräfte. In: Wagner & Hummel: Differentielles Personalmarketing. Stuttgart, S. 159–186.
- Hadler, A. (1995): Frauen & Führungspositionen: Prognosen bis zum Jahr 2000. Eine empirische Untersuchung betrieblicher Voraussetzungen und Entwicklungen in Großunternehmen. Frankfurt/Main, New York, Bern, Paris, Wien
- Hadler, A. (1995): Frauen in Führungspositionen. Annäherungen an eine gleichgestellte Teilhabe, Aufrechterhaltung horizontaler und vertikaler Segmentierungen oder Einführung neuer Arbeitsteilungen? In: KOBRA (Hg.): Beiträge zu Instrumenten der Personalauswahl und Personalentwicklung aus der betrieblichen Praxis und der Wissenschaft. Werkstattpapier zur Frauenförderung, Nr. 7, S. 71–85.
- Hadler, A. (1995): Frauen & Führungspositionen – Prognosen bis zum Jahr 2000. In: Bundesanstalt für Arbeit (Hg.): FRAUEN: Ausbildung – Beschäftigung – Weiterbildung. 'informationen für die Beratungs- und Vermittlungsdienste der Bundesanstalt für Arbeit'(ibv), Nr. 27, S: 2101–2107. Nürnberg.
- Domsch, M. E., Hadler, A. & Krüger, D. (1994): Personalmanagement & Chancengleichheit. Betriebliche Maßnahmen zur Verbesserung beruflicher Chancen von Frauen in Hamburg. München und Mering.
- Hadler, A. & Domsch, M. E. (1994): Frauen auf dem Weg in Spitzenpositionen der Wirtschaft? Eine Bestandsaufnahme für die Bundesrepublik Deutschland. In:. Aus Politik und Zeitgeschichte / Beilage zur Wochenzeitung „Das Parlament“.
- Domsch, M., Bledowski, P., Bock, A., Hadler, A. & Lichtenberger, B. (1992): Personalführung in Polen. München und Mering.
- Domsch, M. & Hadler, A. (1989): Marketing for Women in Management. In: European Management Journal, Vol. 7., No.4, S. 510–515.